# Морадабад (округ)
Морадабад (англ. Moradabad) — округ в индийском штате Уттар-Прадеш. Административный центр — город Морадабад. Площадь округа — 3648 км². По данным всеиндийской переписи 2001 года население округа составляло 3 810 983 человека. Уровень грамотности взрослого населения составлял 44,75 %, что значительно ниже среднеиндийского уровня (59,5 %). 23 июля 2012 года из состава округа был выделен самостоятельный округ Самбхал.